# Монсенгво Пасиня, Лоран
Лоран Монсенгво Пасиня (фр. Laurent Monsengwo Pasinya; 7 октября 1939, Монгобеле, Бельгийское Конго — 11 июля 2021, Версаль, Франция) — конголезский кардинал. Титулярный епископ Акуэ Новэ ин Проконсулари и вспомогательный епископ Инонго с 13 февраля 1980 по 17 апреля 1981. Вспомогательный епископ Кисангани с 17 апреля 1981 по 1 сентября 1988. Архиепископ Кисангани с 1 сентября 1988 по 6 декабря 2007. Архиепископ Киншасы с 6 декабря 2007 по 1 ноября 2018. Кардинал-священник с титулом церкви Санта-Мария-Реджина-Пачис-ин-Остия-маре с 20 ноября 2010.